# Alleanza Patriottica (Venezuela)
Alleanza Patriottica (o Polo Patriottico) è un'alleanza stabile e organica che unisce il Partito Socialista Unito del Venezuela (PSUV) e il Partito Comunista del Venezuela (PCV) che ha come obiettivo la costituzione del socialismo in Venezuela, ispirato sia alla tradizione marxista ma legata anche al bolivarismo e a una concezione di socialismo nel XXI secolo, che sancisce più volte tentativi di unità tra i due partiti, che non si sono ancora fusi in un soggetto politico unico. La coalizione è stata guidata da Hugo Chávez. 